# Charaxes parvicaudatus
Charaxes parvicaudatus är en fjärilsart som beskrevs av Percy I. Lathy 1926. Charaxes parvicaudatus ingår i släktet Charaxes och familjen praktfjärilar. Inga underarter finns listade i Catalogue of Life.